# ミニマム・アクセス
ミニマム・アクセスとは、日本での特定輸入物における税制と量の規定。最低輸入量とも言われる。高関税率による事実上の輸入禁止を撤廃する目的で作られた。1986年〜1988年における輸入実績が国内消費の3%以下の品目に関して、決められた数量までは一次関税（低い関税率）で輸入でき、その枠を超えたら二次関税（高い関税率）を適用する制度である。ただし、よく間違われるが、輸入量が全量義務づけられている訳ではない点に注意。
1986年から1995年にかけて行われた、関税及び貿易に関する一般協定（ウルグアイ・ラウンド）において、農産物への適用が義務づけられた。将来的には初年度は国内消費量の4%、6年間で8%まで拡大することが義務付けられている。

## 日本における米の輸入
日本はウルグアイ・ラウンドにおいて、コメの例外なき関税化を延期する代償として、コメにおいては他品目よりも厳しい量の輸入枠を受け入れ、1995年（平成7年）からミニマム・アクセス米（MA米）を国家貿易で4%（42.6万トン）を輸入し、毎年0.8%づつMA米の輸入枠を強制的に増やした。
その後、世界貿易機関の農業交渉を迎えるにあたり、日本国政府は1999年（平成11年）に、コメの関税化へ方針転換し、コメ（精米）の枠外関税を、2000年（平成12年）に341円/キログラムに設定し、関税を払えば、誰でもコメを自由に日本へ輸入出来る様にした。これにより、MA米の輸入量は、2000年には本来8パーセント（85.2万トン）であるところを、2000年（平成12年）に7.2パーセント（76.7万トン）を関税無し（免税）で受け入れることになった。
前述のように、ウルグアイ・ラウンド農業協定そのものは、ミニマムアクセス枠全量の輸入を義務付けていない。しかし、日本国政府は統一見解として「法的義務の内容は、（中略）輸入機会を提供することである」とした上で、「但し、コメは国家貿易品目として国が輸入を行う立場にあることから、（中略）当該数量の輸入を行うべきものと考えている」という考えを示しており、コメの輸入については、「輸入を行うべきもの」とみなし、MA米の全量である76.7万トンを世界から輸入している。この見解は、羽田内閣が1994年（平成6年）に、「ウルグアイ・ラウンド農業協定におけるコメのミニマム・アクセス機会の法的性格に関する政府統一見解」という題で、衆議院予算委員会に提出したものである。
これを受けて日本国民の間には、これが義務であるとする誤解が広まっており、マスコミの報道においても、時に「日本はMA米を一定量、輸入する義務がある」「コメの関税は778%」など、誤解を促進する表現が見られる。
日本共産党は、2007年（平成19年）3月7日に発表した「農業再生プラン」の中で、「本来、MA米輸入は義務ではない」として「義務的輸入は中止します」と提言した。
ただし、2008年（平成20年）の米の国際価格は、高騰を受けて状況は変化している。2008年（平成20年）4月22日に、日本国政府が行った輸入米の買入入札では、全く落札できない事態となった。これにより、2007年度分の輸入量がミニマムアクセス枠に満たさず、日本国政府は対応に苦慮した。
1993年（平成5年）のウルグアイ・ラウンドの合意以来、MA米は年間76.7万トンの輸入枠が設定されており、2008年（平成20年）のMA米輸入元は、アメリカ合衆国・タイ王国・オーストラリア・ベトナム産である。また中華人民共和国産は、そのうち約1割を占める。
2009年（平成21年）4月3日、農林水産省は、政府保有輸入米（加工食品用のMA米）のタイ産もち砕精米（2007年（平成19年）度輸入分）から発見された「カビ状の異物」を検査した結果、猛毒のカビ毒アフラトキシンが0.80ppm検出されたと発表した。
2024年ごろから、日本国内で米の価格上昇と不足（令和の米騒動）が進行したことから、2025年の時点でアメリカ産の米をミニマムアクセス枠を超えて輸入し関税を支払っても日本産より安価となっている。

### 三笠フーズによる事故米不正転売事件
2008年（平成20年）9月、日本国政府がミニマム・アクセスで輸入した米のうち、農林水産省が事故米と判定されたものを三笠フーズが購入し、食用と偽って転売していたことが発覚する事故米不正転売事件が生じた。なお、この事件は食用に転売された事故米は、海外産米だけではなく日本産米もあるため、ミニマム・アクセスのみに起因する事件ではない。